# Flize (fostă comună)

Flize este o comună în departamentul Ardennes din nordul Franței. În 1 ianuarie 2018 avea o populație de 1.168 de locuitori.